# Daniel Péan (gymnastique)
Pour les articles homonymes, voir Daniel Péan.
Daniel Péan, né en 1963, est un trampoliniste français.

## Carrière
Daniel Péan remporte avec Lionel Pioline la médaille d'argent en trampoline synchronisé aux Championnats du monde de trampoline 1980 à Brigue. Aux Championnats du monde de trampoline 1984 à Osaka, il obtient la médaille de bronze en trampoline synchronisé avec Lionel Pioline et la médaille de bronze par équipe. 
Il est médaillé de bronze par équipe aux Championnats du monde de trampoline 1986 à Paris.